# Thriller 40
A Thriller 40 Michael Jackson Thriller című albumának 40. évfordulós kiadása. Az eredeti albumból több mint 70 millió darabot adtak el, így ez a világon a legtöbbet eladott példányszámú albuma. A 2017-es Scream óta ez az első posztumusz album ami a nevével megjelent.

## Háttere
Michael Jackson 1982. november 30-án adta ki a hatodik stúdióalbumát, a Thriller-t. Több mint 70 millió példányt adtak el belőle világszerte, így a Thriller lett a világon a legtöbbet eladott példányszámú album. Az album tette Michael Jacksont világhírűvé, és a Pop Királyává.

## Kiadása
2022. május 16-án jelentették be Michael Jackson hagyatékkezelői a Thriller 40 megjelenését. A cég (Sony Music) bejelentette, hogy az eredeti albumból lesz egy audiofil kiadása is, illetve egy LP is, ami limitált kiadású lesz, mindössze 40 ezer darab. A cég továbbá meglepetésként kiadott egy 360 Reality Audio és egy Dolby Atmos verziót is.

## Számlista
| Első lemez: Thriller | Első lemez: Thriller                  | Első lemez: Thriller       | Első lemez: Thriller          | Első lemez: Thriller |
| -------------------- | ------------------------------------- | -------------------------- | ----------------------------- | -------------------- |
| Szám                 | Cím                                   | Író(k)                     | Producer(ek)                  | Hossz                |
| 1.                   | Wanna Be Startin' Somethin'           | Michael Jackson            | Quincy Jones, Michael Jackson | 6:02                 |
| 2.                   | Baby Be Mine                          | Rod Temperton              | Jones                         | 4:20                 |
| 3.                   | The Girl Is Mine (Paul McCartney-val) | Jackson                    | Jones, Jackson                | 3:42                 |
| 4.                   | Thriller                              | Temperton                  | Jones                         | 5:57                 |
| 5.                   | Beat It                               | Jackson                    | Jones, Jackson                | 4:18                 |
| 6.                   | Billie Jean                           | Jackson                    | Jones, Jackson                | 4:54                 |
| 7.                   | Human Nature                          | Steve Porcaro, John Bettis | Jones                         | 4:06                 |
| 8.                   | P.Y.T. (Pretty Young Thing)           | James Ingram, Jones        | Jones                         | 3:59                 |
| 9.                   | The Lady in My Life                   | Temperton                  | Jones                         | 4:59                 |

| Második lemez: Bónusz anyag | Második lemez: Bónusz anyag             | Második lemez: Bónusz anyag              | Második lemez: Bónusz anyag | Második lemez: Bónusz anyag |
| --------------------------- | --------------------------------------- | ---------------------------------------- | --------------------------- | --------------------------- |
| Szám                        | Cím                                     | Író(k)                                   | Producer(ek)                | Hossz                       |
| 10.                         | Starlight (a Thriller kezdeti verziója) | Temperton                                | Jones                       | 5:04                        |
| 11.                         | Got the Hots (Demo)                     | Temperton                                | Jackson, Jones              | 4:25                        |
| 12.                         | Who Do You Know (Demo)                  | Jackson                                  | Jackson                     | 5:23                        |
| 13.                         | Carousel                                | Michael Sambello, Don Freeman            | Jones                       | 3:39                        |
| 14.                         | Behind the Mask (Mike's Mix, Demo)      | Jackson, Ryuichi Sakamoto, Chris Mosdell | Jackson                     | 5:01                        |
| 15.                         | Can't Get Outta The Rain                | Jackson, Jones                           | Jackson, Jones              | 4:06                        |
| 16.                         | The Toy (Demo)                          | Jackson                                  | Jackson                     | 3:04                        |
| 17.                         | Sunset Driver (Demo)                    | Jackson                                  | Jackson                     | 4:03                        |
| 18.                         | What a Lovely Way to Go (Demo)          | Jackson                                  | Jackson                     | 3:55                        |
| 19.                         | She's Trouble (Demo)                    | Billy Livsey, Terry Britten, Sue Shifren | Jackson, Jones              | 4:13                        |

| Harmadik lemez: Deluxe kiadás (csak digitálisan) | Harmadik lemez: Deluxe kiadás (csak digitálisan) | Harmadik lemez: Deluxe kiadás (csak digitálisan) | Harmadik lemez: Deluxe kiadás (csak digitálisan) | Harmadik lemez: Deluxe kiadás (csak digitálisan) |
| ------------------------------------------------ | ------------------------------------------------ | ------------------------------------------------ | ------------------------------------------------ | ------------------------------------------------ |
| Szám                                             | Cím                                              | Író(k)                                           | Producer(ek)                                     | Hossz                                            |
| 20.                                              | Billie Jean (Otthoni demofelvétel 1981-ből)      | Jackson                                          | Jackson                                          | 2:20                                             |
| 21.                                              | Billie Jean (Hosszabb verzió)                    | Jackson                                          | Jones, Jackson                                   | 6:20                                             |
| 22.                                              | Billie Jean 2008 (Kanye West Mix)                | Jackson                                          | Jackson, Kanye West, Anthony Kilhoffer           | 4:35                                             |
| 23.                                              | Beat It (Demo)                                   | Jackson                                          | Jackson                                          | 2:03                                             |
| 24.                                              | Beat It 2008 (Fergie-vel)                        | Jackson                                          | Jackson, will.i.am                               | 4:11                                             |
| 25.                                              | Wanna Be Startin' Somethin' (Demo)               | Jackson                                          | Jackson                                          | 5:43                                             |
| 26.                                              | Wanna Be Startin' Somethin' (Tommy D's Main Mix) | Jackson                                          | Jackson, Jones, Tommy D                          | 7:40                                             |
| 27.                                              | Wanna Be Startin' Somethin' 2008 (Akon-nal)      | Jackson, Aliaune Thiam, Giorgo Tuinfort          | Jackson, Akon, Tuinfort                          | 4:14                                             |
| 28.                                              | Human Nature (7"-os változat)                    | Porcaro, Bettis                                  | Jones                                            | 3:45                                             |
| 29.                                              | P.Y.T. (Pretty Young Thing) (Demo)               | Jackson, Greg Pillinganes                        | Jackson                                          | 3:46                                             |
| 30.                                              | P.Y.T. (Pretty Young Thing) 2008 (will.i.am-mel) | Jackson, William Adams, Keith Harris             | Jackson, will.i.am                               | 4:21                                             |
| 31.                                              | The Girl Is Mine 2008 (will.i.am-mel)            | Jackson, Adams, Harris                           | Jackson, will.i.am                               | 3:10                                             |
| 32.                                              | Thriller (7"-os különleges kiadás)               | Temperton                                        | Jones                                            | 4:37                                             |
| 33.                                              | Thriller (Def Thrill Mix)                        | Temperton                                        | Jones, David Morales, Frankie Knuckles           | 7:22                                             |
| 34.                                              | Thriller (Megamix)                               | Jackson, Temperton, Jones, Ingram                | Jackson, Jones, Jason Nevins                     | 9:14                                             |

## Borító
Először egy szokatlan borítót tettek közzé a hagyatékkezelők, ami nem tetszett a rajongóknak. A borítón nem az eredeti Thriller feliratú betűtípus volt, hanem egy új. Az új betűtípus az Avallon volt.
Rajongói nyomásra visszahozták a régi borítót, azonban kapott így egy ezüst tokot.

## Fordítás
Ez a szócikk részben vagy egészben  a   Thriller 40 című angol Wikipédia-szócikk fordításán alapul.  Az eredeti cikk szerkesztőit annak laptörténete sorolja fel. Ez a jelzés csupán a megfogalmazás eredetét és a szerzői jogokat jelzi, nem szolgál a cikkben szereplő információk forrásmegjelöléseként.